# Ciutat de Barcelona 2004
Il Ciutat de Barcelona 2004 è stato un torneo di tennis facente parte della categoria ATP Challenger Series nell'ambito dell'ATP Challenger Series 2004. Il torneo si è giocato a Barcellona in Spagna dall'11 al 16 ottobre 2004 su campi in terra rossa.

## Vincitori

### Singolare
Óscar Hernández ha battuto in finale  Santiago Ventura che si è ritirato sul punteggio di 6–3, 3–6, 5-1

### Doppio
Óscar Hernández /  Gabriel Trujillo Soler hanno battuto in finale  Mounir El Aarej /  Marc Fornell Mestres con il punteggio di 6–4, 7–5